# Tizi Ouzou
Tizi Ouzou kabylisch Tizi Wezzu, Tifinagh-Schrift: ⵜⵉⵣⵉ ⵡⴻⵣⵣⵓ; (arabisch تيزي وزو, DMG Tīzī Wuzū, wörtlich „Hügel der Ginster“) ist eine Stadt in Algerien zwischen Bejaia und Algier. Sie ist Hauptstadt der Provinz Tizi Ouzou und Sitz einer Universität. Die Stadt hat etwa 90.000 Einwohner und gilt als Zentrum der Kabylei und ist kulturelles Zentrum der Berber in Algerien.

## Geschichte
Der Ort wurde von Osmanen gegründet, 1858 erfolgte eine Erweiterung beziehungsweise Neugründung durch französische Kolonialtruppen. 1890 erhielt Tizi-Ouzou eine Eisenbahnverbindung nach Algier, die entscheidend zur Entwicklung von Tizi-Ouzou als regionales Zentrum beitrug. Im Algerienkrieg gehörte Tizi Ouzou zum 1956 neu eingeteilten französischen Verwaltungsgebiet Wilaya 3.
Nach der Unabhängigkeit Algeriens von Frankreich 1962 entwickelte sich Tizi-Ouzou auch zu einem Zentrum des Widerstandes der Berber gegen eine verstärkte Arabisierung des Landes und auch gegen den aufkommenden islamischen Fundamentalismus. Nachdem der Berber-Schriftsteller Mouloud Mammeri am 10. März 1980 von der Regierung mit Auftrittsverbot an der Universität belegt wurde, kam es im März zu einem Studentenstreik, dem weitere Proteste und ein Generalstreik folgten, bis es im April nach einem harten Vorgehen der Staatsmacht zu schweren Unruhen kam („Tizi-Ouzou-Frühling“ oder „Berber-Frühling“). Im Frühjahr 2001 wurde der Student und Berber-Aktivist Massinissa Guermah in der Nähe von Tizi-Ouzou verhaftet und kam anschließend in der Polizeihaft ums Leben. Dies führte erneut zu schweren Unruhen („Schwarzer Frühling“).
Im Sommer 2014 geriet die Stadt international in die Schlagzeilen, weil dort der kamerunische Fußballspieler Albert Ebossé Bodjongo während eines Spiels von einem Hooligan mit einem geworfenen Gegenstand derart schwer am Kopf verletzt wurde, dass er kurz darauf seinen Verletzungen erlag.

## Persönlichkeiten
- Issad Rebrab (* 1944), Unternehmer
- Mohamed Belhocine (* 1951), Internist und Epidemiologe